# Robert Crooks
Robert Crooks (* in Montreal, Québec) ist ein kanadischer Schauspieler und Synchronsprecher.

## Leben
Crooks wurde in Montreal geboren, wo er auch aufwuchs. Er studierte Theaterschauspiel. Er gab 1998 im Film DV8 sein Filmschauspieldebüt. In den folgenden Jahren erhielt er Rollen in verschiedenen Fernseh- und Filmproduktionen. 2001 mimte er in zwei Episoden der Fernsehserie Die unendliche Geschichte – Die Abenteuer gehen weiter die Rolle des Tartus. Dieselbe Rolle stellte er 2003 im Fernsehfilm Tales from the Neverending Story: Badge of Courage dar. 2006 spielte er die Rolle des Ryan Bael im Film Der Pakt. Im selben Jahr wurde er für die Rolle des Jimmy Johnson im Fernsehfilm Thrill of the Kill gecastet. 2013 verkörperte er im Fernsehzweiteiler Exploding Sun – Wenn die Sonne explodiert die Rolle des JJ Elias. Im Blockbuster X-Men: Zukunft ist Vergangenheit durfte er als Nixon Aide mitwirken. Er wirkte in den folgenden Jahren außerdem in den Fernsehserien 19-2, Blue Moon, District 31, Bellevue, Fatal Vows, Broken Trust und Tom Clancy’s Jack Ryan inne.
Als Synchronsprecher war Crooks unter anderen in den Videospielen Tom Clancy’s Splinter Cell: Conviction, Far Cry 3 und For Honor zu hören.

## Filmografie (Auswahl)
- 1998: DV8
- 1999: Teenage Werewolf (Fernsehserie, Episode 1x11)
- 1999: Fries with That (Kurzfilm)
- 2000: Grusel, Grauen, Gänsehaut (Are You Afraid of the Dark?, Fernsehserie, Episode 7x09)
- 2000: Live Through This (Fernsehserie, Episode 1x02)
- 2001: Do You Wanna Know a Secret?
- 2001: Varian’s War – Ein vergessener Held (Varian’s War)
- 2001: Undressed – Wer mit wem? ((MTV's) Undressed, Fernsehserie, Episode 5x20)
- 2001: Die unendliche Geschichte – Die Abenteuer gehen weiter (Tales from the Neverending Story, Fernsehserie, 2 Episoden)
- 2002: Two Summers
- 2003: Tales from the Neverending Story: Badge of Courage (Fernsehfilm)
- 2004: Fries with That (Fernsehserie, Episode 1x25)
- 2005: The Last Sign – Das letzte Zeichen (The Last Sign)
- 2005: Matchball für die Liebe (15/Love, Fernsehserie, Episode 1x24)
- 2005: Pure
- 2005–2006: Naked Josh (Fernsehserie, 2 Episoden, verschiedene Rollen)
- 2006: Der Pakt (The Covenant)
- 2006: Thrill of the Kill (Fernsehfilm)
- 2007: End of the Line
- 2007: Too Young to Marry
- 2007: Surviving My Mother
- 2008: Voices (Fernsehfilm)
- 2009: 3 Saisons
- 2009: 40 Is the New 20
- 2009: À vos marques... Party! 2
- 2009: Das Phantom (The Phantom, Miniserie, 2 Episoden)
- 2010: Second Chances (Fernsehfilm)
- 2010: Let the Game Begin
- 2011: Funkytown
- 2012: Klaypex: Lights (Kurzfilm)
- 2013: Exploding Sun – Wenn die Sonne explodiert (Exploding Sun, Fernsehzweiteiler)
- 2014: Fatal Vows 2 (Fernsehserie)
- 2014: X-Men: Zukunft ist Vergangenheit (X-Men: Days of Future Past)
- 2015: 19-2 (Fernsehserie, Episode 2x10)
- 2016: Blue Moon (Fernsehserie)
- 2016: Ifeel
- 2016–2017: District 31 (Fernsehserie, 2 Episoden, verschiedene Rollen)
- 2017: Bellevue (Fernsehserie, Episode 1x08)
- 2017: Fatal Vows (Fernsehdokuserie, Episode 5x07)
- 2018: Broken Trust (Fernsehserie, Episode 1x02)
- 2018: Tom Clancy’s Jack Ryan (Fernsehserie, Episode 1x08)
- 2019: Appelle-moi si tu meurs (Fernsehserie, Episode 1x01)
- 2019: Good Sam
- 2019: Midway – Für die Freiheit (Midway)
- 2020: Most Wanted (Target Number One)

## Synchronisationen (Auswahl)
- 2010: Tom Clancy’s Splinter Cell: Conviction (Computerspiel)
- 2010: Shaun White Skateboarding (Computerspiel)
- 2012: Far Cry 3 (Computerspiel)
- 2017: For Honor (Computerspiel)